# 奈良文化幼稚園
奈良文化幼稚園（ならぶんかようちえん）は、奈良県大和高田市東中にある学校法人奈良学園が運営する私立幼稚園。共学校である。

## 沿革
- 1967年1月 - 奈良文化女子短期大学付属幼稚園設置
- 2014年4月 - 奈良文化幼稚園へ園名変更

## 最寄り駅
最寄り駅は近鉄大和高田駅、近鉄高田市駅、JR高田駅。

## 系列校
奈良市中登美ヶ丘
- 奈良学園大学奈良文化女子短期大学部
- 奈良学園幼稚園
- 奈良学園小学校
- 奈良学園登美ヶ丘中学校・高等学校

奈良県大和郡山市
- 奈良学園中学校・高等学校

奈良県大和高田市
- 奈良文化高等学校

奈良県生駒郡三郷町
- 奈良学園大学